# Old Saint Mellons
Pentref Llaneirwg
Old Saint Mellons (appellation anglaise) ou Pentref Llaneirwg (appellation galloise) est une communauté de la cité et comté de Cardiff, au pays de Galles.
Administrée par un conseil de communauté et située au nord-est du centre-ville de Cardiff, elle est érigée en 1996 — avec sa voisine Pontprennau — à partir de la communauté de Saint Mellons (en), historiquement localisée dans le comté du Monmouthshire. Selon le recensement de 2011, la communauté compte 2 367 habitants.

## Géographie
La section électorale de Pontprennau and Old Saint Mellons (en) sert de circonscription d’élection à un membre du conseil de Cardiff à partir de 1995.

## Démographie
La communauté compte 2 307 habitants selon le recensement de 2011.

### Sources
- (en) Cet article est partiellement ou en totalité issu de l’article de Wikipédia en anglais intitulé « Old St Mellons » (voir la liste des auteurs).

1. ↑  « Old St. Mellons Parish: Local Area Report », sur le site de Nominis (données du recensement de 2011) [lire en ligne].